# Patricia Ariza
Patricia Ariza (Vélez (Santander, Colombia), 27 januari 1948) is een Colombiaans dichteres, dramaturge en toneelspeelster. Ze speelde daarnaast in vier films en regisseerde er twee.

## Leven
Op de vlucht voor het geweld kwam haar gezin in 1948 aan in de Colombiaanse hoofdstad Bogota. Tijdens haar jeugd ging ze op in het nadaïsme in Medellín, samen met onder meer Gonzalo Arango. Rond dezelfde tijd, eind jaren '60, sloot ze zich onder invloed van haar minnaar en latere echtgenoot Santiago García aan bij de Militaire Communistische Jongeren (Juco). In 1992 – ze was toen niet meer bij García – stapte ze uit de militaire tak van de Communistische Partij.
In 1966 richtte ze samen met García het cultuurhuis Casa de la Cultura op, later Teatro La Candelaria genaamd, wat het eerste alternatieve theater van Colombia was. Van 1967 tot 1969 deed ze een studie kunstgeschiedenis aan de Faculteit van de Schone Kunsten van de Nationale Universiteit van Colombia in Bogota.
In 2009 was er verontwaardiging in de kunstwereld, toen uit een dossier van de geheime politie bekend werd dat haar sociale activiteiten in de maatschappij volgens hen niet meer zouden voorstellen dan een dekmantel om de massa propaganda te brengen voor de guerrillabeweging Revolutionaire Strijdkrachten van Colombia (FARC).

## Theater
Ariza kenmerkt zich in het theater door middel van een speciale benadering waarmee ze werkt aan bevordering van sociale interactie en het verminderen van conflicten. In het theater betrekt ze bijvoorbeeld vrouwen die hebben moeten verhuizen vanwege geweld, ouderen of marktverkopers, door hen hun levensverhaal te laten vertellen en een script te ontwikkelen waarin de problemen waarmee deze mensen te maken hebben in het middelpunt komen te staan.

## Filmografie[7]
Als actrice
- 2006: Antígona
- 2003: Gran Hermano Colombia
- Amar y vivir
- Guadalupe años sin cuenta

Als regisseur
- 2006: Antígona
- El viento y la ceniza

## Onderscheiding
In 2007 werd Ariza onderscheiden met de Prins Claus Prijs in het thema Cultuur en conflict, als "leidend licht in het betrokken theater binnen een context van een burgeroorlog ... waarin ze minderbedeelden kracht schenkt en hen de kans biedt hun levens te veranderen door middel van culturele activiteiten."